# Маззин, Джейк
Джейк Маззин (англ. Jake Muzzin; 21 февраля 1989, Вудсток, Онтарио, Канада) — бывший профессиональный  канадский хоккеист, выступавший на позиции защитника.
Воспитанник хоккейной школы Вудсток МХА. Выступал за «Су-Сент-Мари Грейхаундз» (OHL), «Манчестер Монаркс» (АХЛ), «Лос-Анджелес Кингз».
В составе национальной сборной Канады победитель чемпионата мира 2015 года и Кубка мира 2016.
9 октября 2023 года Маззин завершил профессиональную карьеру и стал скаутом «Торонто Мэйпл Лифс»

## Достижения

### Командные
НХЛ
| Год  | Команда            | Достижение                          |
| ---- | ------------------ | ----------------------------------- |
| 2014 | Лос-Анджелес Кингз | Обладатель Приза Кларенса Кэмпбелла |
| 2014 | Лос-Анджелес Кингз | Обладатель Кубка Стэнли             |

Международные
| Год  | Команда | Достижение            |
| ---- | ------- | --------------------- |
| 2015 | Канада  | Чемпион мира          |
| 2016 | Канада  | Обладатель Кубка мира |

### Личные
ОХЛ
| Год  | Команда                 | Достижение                            |
| ---- | ----------------------- | ------------------------------------- |
| 2010 | Су-Сент-Мари Грейхаундз | Обладатель Макс Камински Трофи        |
| 2010 | Су-Сент-Мари Грейхаундз | Попадание в символическую сборную OHL |

НХЛ
| Год       | Команда            | Достижение     |
| --------- | ------------------ | -------------- |
| март 2013 | Лос-Анджелес Кингз | Новичок месяца |

## Статистика
| Легенда | Легенда                    | Легенда | Легенда                   | Легенда | Легенда    |
| ------- | -------------------------- | ------- | ------------------------- | ------- | ---------- |
| И       | Количество проведённых игр | Штр     | Штрафное время            | +/−     | Плюс-минус |
| Г       | Голы                       | П       | Голевые передачи          | О       | Очки       |
| -       | Статистика неизвестна      | —       | Статистика не учитывалась |         |            |